# هتر هیدلی
هتر هیدلی (انگلیسی: Heather Headley؛ زادهٔ ۵ اکتبر ۱۹۷۴) یک موسیقی‌دان اهل ترینیداد و توباگو است. وی از سال ۱۹۹۷ میلادی تاکنون مشغول فعالیت بوده‌است.